# Convenzione sulla salute e sicurezza sul lavoro, 1981
La Convenzione sulla salute e sicurezza sul lavoro, 1981 è la convenzione n. 155 dell'Organizzazione internazionale del lavoro (ILO), adottata il 22 giugno 1981, a seguito della riunione del 3 giugno 1981 a Ginevra della Conferenza generale dell’Organizzazione internazionale del lavoro, nel corso della sua 67ª sessione.
Nel 2002 è stato adottato un protocollo aggiuntivo a questa convenzione.

## Ratifiche
A giugno 2023, la convenzione era stata ratificata da 78 Stati, 17 dei quali hanno anche ratificato il protocollo aggiuntivo.